# ياو تشن
ياو تشن (بالصينية: 姚晨) هي ممثلة صينية، ولدت في 5 أكتوبر 1979 في الصين. من الجوائز التي نالتها Golden Eagle Award for Best Actress (China) ‏ سنة 2010.

## جوائز
- Golden Eagle Award for Best Actress (China) [الإنجليزية]‏ (2010)

## وصلات خارجية
- ياو تشن على موقع IMDb (الإنجليزية)
- ياو تشن على موقع مونزينجر (الألمانية)
- ياو تشن على موقع قاعدة بيانات الفيلم (الإنجليزية)